# Grote Moskee van 1 november 1954
Grote Moskee van 1 november 1954  is een moskee in de stad Batna, in het oosten van Algerije.

## Geschiedenis
De bouw van de moskee begon in 1980 en het werk werd voltooid in 2003.

## Locatie
De moskee bevindt zich in de straat die grenst aan de stad Biskra. Ze heeft een oppervlakte van 42.000 vierkante meter met een maximale capaciteit van 30.000 gelovigen.